# Tipula incisa
Tipula incisa är en tvåvingeart som beskrevs av Doane 1901. Tipula incisa ingår i släktet Tipula och familjen storharkrankar. Inga underarter finns listade i Catalogue of Life.